# Космология Джордано Бруно
Космология Джорда́но Бру́но — один из ключевых компонентов учения итальянского философа эпохи Возрождения Джордано Бруно (наст. имя: Филиппо, прозвище — Ноланец; 1548, Нола близ Неаполя — 17 февраля 1600, Рим). Космологические вопросы затрагивались во многих сочинениях Джордано Бруно, наиболее полно в диалогах Пир на пепле (1584) и О бесконечном, Вселенной и мирах (1584) и поэме О безмерном и неисчислимых (1591).
Ряд положений космологии и натурфилософии Бруно, имеющий новаторский и даже революционный для своего времени характер, в значительной мере предвосхитил многие положения космологии Нового времени: представление о бесконечности Вселенной и числа миров в ней, отождествление звёзд с далёкими солнцами, представление о материальном единстве мироздания. Большое значение для развития науки имеет его пропаганда гелиоцентризма. Вместе с тем некоторые представления Джордано Бруно (в первую очередь идея о всеобщей одушевлённости материи) были вскоре оставлены наукой.
Метафорический язык Бруно, его богатая поэтическая фантазия, неразрывная связь его космологии с теологией, метафизикой, этикой, эстетикой затрудняют оценку его научных представлений и являются причиной непрекращающихся споров среди историков науки и философов.

## Космология до Бруно
При всём разнообразии космологических воззрений, развивавшихся в эпоху, предшествующую деятельности Джордано Бруно, они характеризуются рядом общих черт, отличающих их от современных представлений об устройстве Вселенной:
1. Представление о существовании центра мира;
2. Конечность мира, выражаемая в виде представления о существовании границы материального мира, обычно совпадавшей со «сферой неподвижных звёзд» или её внутренней поверхностью;
3. Представление о существовании небесных сфер, переносящих небесные светила;
4. Противопоставление «земного» и «небесного»;
5. Мнение о том, что мир существует в единственном экземпляре.

Хотя отдельные мыслители считали возможным отказаться от одного или нескольких этих положений, вся система этих постулатов в целом сохранялась непоколебимой. Основной заслугой Джордано Бруно в космологии является создание новой картины мира, в которой осуществлён отказ от каждого из этих положений.

### Существование центра мира
В унаследованной от греков геоцентрической системе мира (в том числе учении Аристотеля и планетной теории Птолемея), а также в гео-гелиоцентрической системе мира Тихо Браге центральным телом во Вселенной является Земля, в гелиоцентрической системе мира Аристарха Самосского и Николая Коперника — Солнце. Кроме того, эти тела (в гелиоцентрической системе также сфера неподвижных звёзд) играли роль абсолютно неподвижного тела отсчёта, относительно которого отмеряются все движения небесных тел.
Эти представления оспаривались некоторыми мыслителями. В первую очередь это античные атомисты (Левкипп, Демокрит, Эпикур, Лукреций), считавшие Землю центром только нашего мира, но не всей бесконечной Вселенной, в которой существует бесконечное множество других миров. Однако эти воззрения не пережили позднюю античность и не распространялись в Средние века.
В Эпоху Возрождения Николай Кузанский полагал, что у Вселенной нет центрального тела, все тела принимают участие в космическом движении; неподвижной точки, являющейся геометрическим центром мира, также не существует, поскольку небесные сферы не являются абсолютно круглыми, их вращение не является равномерным, оси вращения не занимают фиксированного положения в пространстве.

### Конечность физической Вселенной, существование границы материального мира
В античность и Средние века мир считался конечным и ограниченным. При этом предполагалось, что граница мира может непосредственно наблюдаться — это сфера неподвижных звёзд. Иногда добавлялась ещё одна сфера, отвечающая за прецессию. Предметом споров был вопрос о том, что находится за пределами мира: перипатетики вслед за Аристотелем полагали, что вне мира нет ничего (ни материи, ни пространства), стоики считали, что там находится бесконечное пустое пространство, атомисты полагали, что за пределами нашего мира находятся другие миры. Древнегреческий астроном Гемин (I век до н. э.) обнародовал мнение о том, что расстояния от звёзд до Земли различны.
На закате античности появилось религиозно-мистическое учение герметизм, согласно которому вне мира может находиться область нематериальных существ — божеств, духов и демонов. Так, в одном из приписываемых Гермесу Трисмегисту произведений, Асклепии, говорится:

Что касается пространства за пределами мира (если оно вообще существует, во что я не верю), то оно должно быть, по моему мнению, заполнено разумными сущностями, представляющими его божественность, так что чувственный мир полон живых существ.

Различные модификации этой точки зрения получили распространение в Средние века и Эпоху Возрождения. Так, некоторые средневековые схоласты (например, Томас Брадвардин и Николай Орем, XIV в.) считали, что за пределами нашего мира находится бесконечное, но «бестелесное» (то есть не имеющее протяженности) пространство, отождествляемое с Богом. Близкую точку зрения высказывал мистик первой половины XVI в. Пьер-Анджело Мандзолли, известный также как Палингений. Некоторые философы и астрономы второй половины того же столетия (Томас Диггес, Франческо Патрици, Ян Есениус) считали звёзды находящимися не на одной сфере, а разбросанными во Вселенной до бесконечности; однако и они считали пространство за пределами планетной системы нематериальным миром, местом обитания Бога и ангелов.
Среди немногих, кто придерживался точки зрения о бесконечности материальной Вселенной, можно отметить античных атомистов (Левкипп, Демокрит, Эпикур, Лукреций), философа Гераклида Понтийского, вавилонского астронома Селевка. Николай Кузанский в трактате Об учёном незнании считал Вселенную безграничной, но не бесконечной, приписывая атрибут бесконечности одному только Богу. Поскольку его аргументация носит сугубо метафизический характер, смысл термина «безграничность» не совсем ясен. Из астрономической части его сочинения следует, однако, что он полагал существование у Вселенной внешней границы — сферы неподвижных звёзд. Возможно, он полагал, что эта сфера неопределённо далека, либо она не являются абсолютно круглой, с осью вращения, не занимающей фиксированного положения в пространстве.

### Небесные сферы
Многие досократики полагали, что движением светил управляет гигантский вихрь, давший начало Вселенной. Однако после Аристотеля большинство античных астрономов считали, что планеты в своём движении переносятся материальными сферами, состоящими из особого небесного элемента — эфира; небесные сферы приводятся в движение «неподвижными двигателями», или «интеллигенциями», имеющими нематериальную, духовную природу, а первичным источником всех движений во Вселенной является расположенный на границе мира Перводвигатель. Существовало два варианта теории небесных сфер: теория гомоцентрических сфер, в которой Земля считалась единственным центром вращения всех светил, и теория вложенных сфер, являвшаяся физическим базисом теории эпициклов и деферентов. «Неподвижные двигатели» в Средние века обычно отождествлялись с ангелами, Перводвигатель — с Богом-творцом.
По-видимому, вера в существование небесных сфер сохранялась у Николая Кузанского и Николая Коперника. Однако космология XVI века постепенно отходила от этой концепции. Этому способствовало распространение космологии стоиков, а также доказательство того, что кометы движутся по вытянутым траекториям.

### Противопоставление земной и небесной материи
Многие древнегреческие философы (ряд досократиков, Стратон из Лампсака, эпикурейцы, стоики) считали небесные тела состоящими из той же в принципе материи, что встречается на Земле. Некоторые пифагорейцы (Филолай Кротонский и др.) считали Землю одной из планет, обращавшейся вокруг Центрального огня — очага Вселенной. Однако, начиная с поздней античности, получила распространение точка зрения Аристотеля, согласно которой небесные сферы состоят из особого элемента — эфира, свойства которого не имеют ничего общего с элементами земли, воды, воздуха и огня, составляющих «подлунный мир». В частности, эфиру не присущи тяжесть или лёгкость, по своей природе он совершает только равномерные круговые движения вокруг центра мира, он вечен и неизменен.
Эта точка зрения доминировала в Средние века как среди учёных стран ислама, так и христианских стран, хотя в трудах некоторых из них (например, Бируни, Альберт Великий, Герсонид, Николай Орем, Уильям Оккам) грань между «земным» и «небесным» оказывалась достаточно размытой.
В Эпоху Возрождения эти идеи получили несколько бо́льшее распространение. Так, одной из планет считали Землю Николай Кузанский и Леонардо да Винчи. Принципиальное тождество материи Земли и небесных тел следует из гелиоцентрической системы мира Коперника, поскольку Земля считается в ней одной из планет, обращающихся вокруг Солнца. Последователь Коперника Джамбатиста Бенедетти даже высказал в 1586 году мнение, что поскольку Земля является одной из планет, все планеты должны быть населены разумными существами.
Постепенному отказу от противопоставления земной и небесной материи в космологии XVI века способствовало также распространение космологических взглядов античных философов-стоиков. Серьёзный удар по этой догме нанесли астрономические открытия Тихо Браге, установившего космическую природу таких кратковременных небесных явлений как кометы и новые звёзды, что наглядно говорило о возможности изменений космической материи.
Тем не менее, схоластическая точка зрения о принципиальном различии «земного» и «небесного» доминировала вплоть до конца XVI века.

### Единственность мира
Некоторые античные мыслители высказывали мнение о существовании за границей нашего мира других миров (атомисты Левкипп, Демокрит, Метродор Хиосский, Эпикур, Лукреций, возможно, также Анаксимандр). Однако начиная с поздней античности доминировало мнение Платона, Аристотеля и стоиков, что наш мир (с Землёй в центре, ограниченный сферой неподвижных звёзд) является единственным.
Дискуссия о логических следствиях существования иных миров развернулась среди европейских схоластов в конце XIII—XIV вв. Тем не менее, эта возможность считалась сугубо гипотетической: хотя бесконечно всемогущий Бог и мог создать другие миры, он не сделал этого (потенциальное всемогущество не эквивалентно актуальному всемогуществу). Единственным исключением среди европейских схоластов является Джон Мейджор (начало XVI в.). Аналогичные взгляды высказывали и некоторые представители других культурно-религиозных традиций: мусульмане ал-Бируни (XI в.) и Фахр ад-Дин ар-Рази (XII в.), иудей Хасдай Крескас (начало XV в.).
Как правило, другие миры считались полностью изолированными от нашего и не наблюдаемыми с Земли. Особняком стоят взгляды древнегреческого философа Гераклида Понтийского, согласно которому далёкими мирами, включающими в себя землю и воздух, являются звёзды.

## Основные положения космологии Бруно

### Центральное положение Солнца в планетной системе
Двумя мыслителями, оказавшими наибольшее влияние на космологическую доктрину Джордано Бруно, были философ Николай Кузанский и астроном Николай Коперник. Как говорил Бруно, «В этих двух головах заключалось больше понимания, чем в Аристотеле и всех перипатетиках, вместе взятых со всеми их размышлениями о природе».
Разработанная Коперником гелиоцентрическая система мира является астрономическим фундаментом космологии Джордано Бруно.
По-видимому, Бруно пришёл к мысли о возможности движения Земли ещё в юности, в результате изучения античных авторов, упоминавших о такой возможности. Он разработал собственную «теорию», согласно которой Солнце обращается вокруг Земли в плоскости экватора, при этом Земля совершает суточное вращение вокруг своей оси и одновременно годичные колебания вдоль той же оси. В геоцентрической системе отсчёта сложение этого колебания с движением Солнца по экватору приводит к видимому движению Солнца по эклиптике. Недостатком этой теории Бруно считал то, что она не объясняет предварение равноденствий. Ознакомившись позднее с книгой Коперника О вращении небесных сфер, он стал ревностным пропагандистом гелиоцентризма. Его диалог Пир на пепле является одним из первых печатных трудов, посвящённых пропаганде и осмыслению новой системы мира. Он резко критиковал тех философов и астрономов, которые считали гелиоцентрическую теорию не более чем удобным средством для вычисления координат планет, не отражающим физической реальности.
Возможно, с книгой Коперника О вращении небесных сфер Бруно впервые познакомился ещё в юности, во время обучения в монастырской школе. Восхищение великим польским астрономом Бруно пронёс через всю свою жизнь. Так, в одной из последних своих работ О безмерном и неисчислимых он писал:
Взываю к тебе, прославленный своим достойным изумления умом, гениальности которого не коснулся позор невежественного века и чей голос не был заглушен шумным ропотом глупцов, о благородный Коперник… Удивительно, о Коперник, что при такой слепоте нашего века, когда погашен весь свет философии.., ты смог появиться и гораздо смелее возвестить то, что приглушенным голосом в предшествующий век возвещал Николай Кузанский в книге Об учёном незнании.
Это не мешало Бруно критиковать Коперника за то, что тот «знал математику более, чем природу»: по мнению Бруно, Коперник недостаточно продумал физические последствия своей теории. В частности, Коперник по-прежнему считал звёзды находящимися на одной, причём материальной, сфере, в чём в гелиоцентрической системе не было необходимости. Далее, Ноланец был убеждён, что эпициклы и деференты, применяемые Коперником (как и другими астрономами) с целью моделирования неравномерности планетных движений, представляют собой не что иное, как искусственные математические конструкции, не имеющие места в реальности.
Кроме того, Бруно считал неверной постулируемую Коперником абсолютную неподвижность Солнца. По мнению Джордано, Солнце может вращаться вокруг своей оси. В работе О безмерном и неисчислимых он предположил, что Солнце совершает также поступательное движение: и Земля, и Солнце движутся вокруг центра планетной системы, причём Земля — в плоскости экватора (а не эклиптики), а Солнце — по наклонному кругу. Сложение этих двух движений даёт в геоцентрической системе отсчёта видимое движение Солнца по эклиптике. Будучи достаточно слабым в геометрии, Бруно не занимался математическим развитием этой модели.

### Движение Земли
В многочисленных спорах Бруно приходилось опровергать доводы против движения Земли, выдвигавшиеся учёными того времени. Часть из них носит сугубо физический характер. Так, стандартный довод сторонников неподвижности Земли заключался в том, что на вращающейся Земле камень, падающий с высокой башни, не сможет упасть к её основанию, быстрое движение Земли оставило бы его далеко позади — на западе. В ответ Бруно в диалоге Пир на пепле приводит пример с движением корабля: если бы приведённая логика, характерная для сторонников Аристотеля, была верна,
то отсюда вытекало бы, что когда корабль плывет по морю, то никогда и никто не смог бы тянуть что-нибудь по прямой с одного его конца до другого и невозможно было бы сделать прыжок вверх и опять стать ногами на то место, откуда подпрыгнули. Значит, с Землей движутся все вещи, находящиеся на Земле.
Развивая эту мысль, Бруно очень близко подходит к принципу относительности. При опровержении доводов противников гелиоцентризма Бруно использует теорию импетуса. Как отмечает выдающийся историк науки Александр Койре, ответы Бруно на физические возражения против движения Земли являются лучшими из тех, что были даны до Галилея.
Другие доводы противников гелиоцентризма относились к противоречию вращения Земли тексту Священного Писания. На это Бруно отвечал, что Библия написана языком, понятным простым людям, и если бы её авторы давали чёткие, с научной точки зрения, формулировки, она не смогла бы выполнять свою основную, религиозную миссию:
Во многих случаях глупо и нецелесообразно приводить много рассуждений скорее в соответствии с истиной, чем соответственно данному случаю и удобству. Например, если бы вместо слов: «Солнце рождается и поднимается, переваливает через полдень и склоняется к Аквилону» — мудрец сказал: «Земля идет по кругу к востоку и, покидая солнце, которое закатывается, склоняется к двум тропикам, от Рака к Югу, от Козерога к Аквилону», — то слушатели стали бы раздумывать: «Как? Он говорит, что Земля движется? Что это за новости?» В конце концов они его сочли бы за глупца, и он действительно был бы глупцом.
Вопрос о противоречии гелиоцентризма Священному Писанию поднимался и на суде над Бруно.
Необходимо отметить, однако, что у Бруно было весьма поверхностным знание математической части коперниканской теории и её связи с астрономическими наблюдениями. Так, он полагал, что Луна не является спутником Земли, но обе они являются равноправными планетами, вращающимися на противоположных концах диаметра маленькой окружности, центр которой, в свою очередь, обращается вокруг Солнца. При этом на другом конце диаметра этой гелиоцентрической орбиты обращается пара Меркурий—Венера, во всех отношениях аналогичная паре Земля—Луна. Разумеется, эта картина не имеет ничего общего с реальностью; Бруно в гораздо большей мере был философом, чем учёным. Слабое знание астрономических фактов вообще не было исключением среди философов Ренессанса; так, Николай Кузанский полагал, что все космические тела обладают своим собственным свечением, включая Землю и Луну, что, конечно, опровергается такими явлениями как смена лунных фаз и солнечные и лунные затмения.

### Разрушение небесных сфер
В геоцентрической системе мира представление о существовании сферы неподвижных звёзд было обусловлено тем, что суточные траектории звёзд таковы, как будто они привязаны к единой сфере. С этой точки зрения, явления прецессии и трепидации объяснялись тем, что внешних сфер по меньшей мере три: восьмая сфера (на которой и располагаются неподвижные звёзды) отвечала за трепидацию, девятая — за прецессию, и десятая — за суточное вращение неба.
Джордано Бруно был одним из первых, кто понял, что если, согласно гелиоцентрической теории, суточные движения звёзд относятся не к ним самим, а к Земле, то внешние сферы оказываются попросту ненужными. Однако, с точки зрения средневековой космологии, восьмая, девятая и десятая небесные сферы являются всего лишь внешней границей всей системы сфер, на которые планеты, как иронически писал Бруно, «насаждены, запечатлены, примазаны, пригвождены, привязаны, приклеены, изваяны скульптурой или изображены живописью». Таким образом, если внешних небесных сфер не существует, то и вся система сфер оказывается ненужной:
Таким образом, нет сфер с вогнутой и выпуклой поверхностью, нет деферирующих кругов, но все есть одно поле, общее небесное вместилище… То, следовательно, что заставляло воображать различные небеса, было движением различных звёзд: видели небо, наполненное звёздами, которое вращается вокруг Земли, причём ни одно из этих светил не отдалялось одно от другого, но все они всегда сохраняли между собой одно и то же расстояние и отношение и один и тот же порядок; все они вращались вокруг Земли, подобно тому как вращается вокруг своей собственной оси колесо, на котором прикреплены бесчисленные зеркала. Считали очевидным, как это кажется нашим глазам, что эти светящиеся тела не обладали своим собственным движением, благодаря которому они могли бы сами двигаться подобно птицам по воздуху; полагали, что они движутся, прикреплённые к своим орбитам, которые получали своё движение от толчка некоей божественной интеллигенции… И нет иных внешних двигателей, которые с помощью фантастических движений сфер переносили бы эти тела как пригвождённые к ним.
Хотя наука XVI века постепенно отходила от концепции твёрдых небесных сфер, несущих на себе планеты, именно Бруно первым связал отказ от этой концепции с отказом от геоцентризма. Впервые этот вывод был им сделан в диалоге Пир на пепле, затем получил подробное обоснование в диалоге О бесконечности, Вселенной и мирах.

### Бесконечность Вселенной
В средневековой космологии в качестве основного аргумента в пользу конечности мира использовался довод «от обратного», принадлежащий ещё Аристотелю: если бы Вселенная была бесконечной, то суточное вращение небосвода происходило бы с бесконечной скоростью. Джордано Бруно опроверг этот тезис обращением к гелиоцентрической системе, в которой вращение небосвода является лишь отражением вращения Земли вокруг оси; следовательно, ничто не препятствует считать Вселенную бесконечной:
Небо, следовательно, едино, безмерное пространство, лоно которого содержит всё, эфирная область, в которой все пробегает и движется. В нём — бесчисленные звёзды, созвездия, шары, солнца и земли, чувственно воспринимаемые; разумом мы заключаем о бесконечном количестве других. Безмерная, бесконечная Вселенная составлена из этого пространства и тел, заключающихся в нём… Существуют бесконечное поле и обширное пространство, которое охватывает всё и проникает во всё. В нём существуют бесчисленные тела, подобные нашему, из которых ни одно не находится в большей степени в центре Вселенной, чем другое, ибо Вселенная бесконечна, и поэтому она не имеет ни центра, ни края.
В диалоге О бесконечности, Вселенной и мирах Бруно дополняет астрономические доводы в пользу бесконечности восходящими к античности метафизическими аргументами, хотя и в своеобразной теологической оболочке.
Первый из них — это принцип полноты: из бесконечного всемогущества бога вытекает, что сотворённая им Вселенная также бесконечна. Вторым аргументом у Бруно выступает принцип изономии (принципа отсутствия достаточного основания), также в теологической версии: у бога не было основания сотворить миры в одном месте и не сотворить их в другом. В данном случае также используется бесконечность как артибут бога, но не столько в виде его бесконечного всемогущества, сколько в виде его бесконечной благости: поскольку божественная благость бесконечна, количество миров также бесконечно. По мнению Бруно, бог не только мог сотворить бесконечный мир, но и обязан был сделать это, поскольку это ещё более увеличит его величие, ведь Вселенная, по его мнению, является «зеркалом бога». Приводится также и другой аргумент античных сторонников бесконечности Вселенной: аргумент Архита Тарентского о человеке, вытягивающем руку или палку на краю Вселенной. Допущение о невозможности этого кажется Бруно нелепым, следовательно, Вселенная не имеет границ, то есть бесконечна.
Дополнительная аргументация в пользу бесконечности Вселенной приведена в диалоге О причине, начале и едином, посвящённом, главным образом, различным метафизическим вопросам. Бруно утверждает, что внутри материи имеется некое движущее начало, которое он называет «внутренним художником» или Мировой душой; это внутреннее начало способствует тому, что единая материя приобретает те или иные виды, выражается в разных формах. При этом Вселенная практически (хотя и не до конца) отождествляется с богом. Таким образом, по мнению Бруно, вне мира, материи, Вселенной ничего нет; её ничто не ограничивает, в том числе в геометрическом плане. Следовательно, Вселенная бесконечна:
Итак, Вселенная едина, бесконечна, неподвижна… Она никоим образом не может быть охвачена и поэтому неисчислима и беспредельна, а тем самым бесконечна и безгранична и, следовательно, неподвижна. Она не движется в пространстве, ибо ничего не имеет вне себя, куда бы могла переместиться ввиду того, что она является всем. Она не рождается, ибо нет другого бытия, которого она могла бы желать и ожидать, так как она обладает всем бытием. Она не уничтожается, ибо нет другой вещи, в которую она могла бы превратиться, так как она является всякой вещью. Она не может уменьшиться или увеличиться, так как она бесконечна.

### Тождественность земной и небесной материи
Джордано Бруно критикует тех мыслителей, которые, считая Вселенную пространственно бесконечной, предполагали существование за пределами материального мира другого, духовного мира, как в космологии герметистов. По мнению Бруно, Вселенная едина и повсюду подчиняется одним и тем же законам.
Для защиты тезиса о единстве мироздания Бруно использует метафизические аргументы, восходящие ещё к античности:
Имеется первое начало Вселенной, само себя понимающее, уже материальное и формальное без различия, что может быть выведено из уподобления ранее сказанному, абсолютная возможность и действительность. Отсюда не трудно и не тяжело прийти к тому выводу, что всё, сообразно субстанции, едино, как это, быть может, понимал Парменид… Сущность Вселенной едина в бесконечном и в любой вещи, взятой как его часть. Благодаря этому Вселенная и любая её часть фактически едины в отношении субстанции. Поэтому приемлемым оказывается мнение Парменида, что бытие едино, бесконечно, неподвижно.
Следствием этого фундаментального единства мироздания является единство материи Земли и неба; аристотелева «пятого элемента» (эфира), не подверженного никаким изменениям, не существует:
Небесная субстанция не должна отличаться от субстанции земных элементов.
Ошибаются, следовательно, те, которые говорят, что эти окружающие нас светящиеся тела являются известными пятыми сущностями, имеющими божественную природу, противоположную тем телам, которые находятся вблизи нас и вблизи которых мы находимся; они ошибаются подобно тем, которые утверждали бы это о свече или светящемся кристалле, видных нам издали.
Как следствие, во Вселенной нет ничего вечного: планеты и звёзды рождаются, изменяются, умирают. В обосновании тезиса о тождественности субстанции Земли и неба Бруно приводит также новейшие астрономические открытия, в том числе установление небесной природы комет, кратковременность появления которых наглядно свидетельствует о происходящих во Вселенной переменах.

### Другие миры
Следствием принципиального тождества земной и небесной материи является гомогенность структуры мироздания: те материальные структуры, которые мы видим вокруг себя, должны существовать повсюду во Вселенной. В частности, повсюду должны существовать планетные системы, подобные Солнечной:
Существуют… неисчислимые солнца, бесчисленные земли, которые кружатся вокруг своих солнц, подобно тому как наши семь планет кружатся вокруг нашего Солнца.
Более того, все эти миры могут (и, более того, должны) быть обитаемы, как и наша планета Земля. Планетные системы, а иногда сами планеты Бруно называл мирами. Эти миры не отделены друг от друга непроницаемыми границами; все, что их разделяет — это пространство.
Бруно был первым, кто полагал, что по крайней мере некоторые звёзды являются далёкими солнцами, центрами планетных систем. Правда, здесь он проявлял некоторую осторожность, не исключая, что некоторые из звёзд могут быть далёкими планетами нашей Солнечной системы, просто их движение вокруг Солнца незаметно, вследствие их огромных расстояний и длительных периодов обращения.

### Отсутствие центра Вселенной. Относительность движения
Следствием однородности пространства и материи является то, что во Вселенной нет абсолютного центра. При наблюдении из любого мира Вселенная будет выглядеть примерно одинаково:
Нам кажется, что эта Земля находится в центре и середине Вселенной и что одна только она неподвижна и закреплена, а всё другое вращается вокруг неё… То же самое кажется тем, которые живут на Луне и на других звёздах — землях или солнцах, — которые находятся в этом же самом пространстве.
Итак, Вселенная Бруно не только бесконечна и безгранична, но и однородна: повсюду действуют одни и те же законы, повсюду находятся объекты одной и той же природы. Это утверждение находится в полном согласии с космологическим принципом — основным постулатом современной космологии.
По мнению Бруно, во Вселенной вообще нет неподвижных объектов, все тела должны совершать те или иные движения. Вопреки Аристотелю, Бруно полагал, что наблюдения на поверхности тела не могут определить, неподвижно ли это тело или совершает движение. Так, в диалоге О бесконечности, Вселенной и мирах Бруно писал:
Если это тело движется, то движение его не может быть для нас заметно, ибо, как это заметили древние и современные истинные наблюдатели природы и как это показывает тысячью способов чувственный опыт, мы можем заметить движение только посредством известного сравнения и сопоставления с каким-либо неподвижным телом. Так, люди, находящиеся в середине моря на плывущем корабле, если они не знают, что вода течёт, и не видят берегов, не заметят движения корабля. Ввиду этого можно сомневаться относительно покоя и неподвижности Земли. Я могу считать, что если бы я находился на Солнце, Луне или на других звёздах, то мне всегда казалось бы, что я нахожусь в центре неподвижного мира, вокруг которого вращается всё окружающее, вокруг которого вращается этот окружающий меня мир, в центре которого я нахожусь.
Эта формулировка Бруно является важнейшим шагом к принципу относительности.
Солнце, которое у Коперника считалось абсолютно неподвижным центральным телом Вселенной, также должно тем или иным образом двигаться. Во всяком случае, оно должно совершать вращение вокруг своей оси, подобно Земле. Как уже говорилось выше, Бруно допускал и поступательное движение Солнца.
Убеждённость в равноправии всех движущихся тел привела Бруно и к мнению об относительности пространственных промежутков и времени.

### Одушевлённость светил
Отказ от представления о существовании материальных небесных сфер, несущих на себе светила, вынудил Бруно искать альтернативное объяснение причины небесных движений. Следуя натурфилософии того времени, он полагал, что если какое-либо тело не приводится в движение чем-то внешним, то оно приводится в движение своею собственной душой; следовательно, планеты и звёзды — живые, одушевленные существа гигантского размера. Более того, они наделены разумом. Ведь исчезновение сфер, движимых интеллектами, ещё не означало, что эти интеллекты исчезли вместе со сферами — просто они переместились в сами небесные тела; как и многие другие философы того времени, во всякой регулярности, наблюдаемой в природе, Бруно видел проявление некоторого интеллекта. Как он сказал на суде в Риме,
Что Земля — разумное животное — это ясно из её разумного и интеллектуального действия, которое видно в правильности её движения вокруг собственного центра, и вокруг Солнца, и вокруг оси своих полюсов, каковая правильность невозможна без интеллекта скорее внутреннего и собственного, чем внешнего и чуждого п. 258.
Представление об одушевлённости небесных тел вообще было широко распространено среди учёных и философов эпохи Возрождения. К числу сторонников этой точки зрения принадлежали, в том числе, Леонардо да Винчи, Тихо Браге, Иоганн Кеплер. Эта концепция сыграла роль «промежуточного звена» при переходе к современным представлениям о движении небесных тел под действием физических сил.

## Роль космологии в судебном процессе над Джордано Бруно
Судьба Джордано Бруно,— суд инквизиции и смерть на костре 17 февраля 1600 года,— давала многим историкам основание считать его мучеником науки. Однако причины осуждения Джордано Бруно с достоверностью неизвестны. В тексте приговора сказано, что ему инкриминируется восемь еретических положений, однако сами эти положения (за исключением отрицания им догмата евхаристии) не приведены.
Во время венецианской фазы суда над Бруно (1592—1593) космологические вопросы практически не затрагивались, инквизиция ограничивалась антихристианскими заявлениями мыслителя (отрицание догмата евхаристии, непорочного зачатия, божественной природы Иисуса Христа и т. п., его критикой порядков в католической церкви), от которых он в конечном итоге отрёкся. Религиозные взгляды Бруно интересовали следствие и на римской стадии процесса (1593—1599). В вину Бруно ставилась также его критика порядков в католической церкви и связь с протестантскими монархами, а также натурфилософские и метафизические взгляды Бруно (пантеизм, гилозоизм). Всё это позволяет современным историкам сделать вывод, что Бруно нельзя однозначно считать «мучеником науки».
Однако, что касается собственно религиозных вопросов, то Бруно удалось либо отвергнуть обвинения инквизиции, либо он от них отрёкся и покаялся. Таким образом, сами по себе религиозные обвинения не могли быть достаточной причиной смертного приговора. Иногда высказывается мнение, что главной причиной осуждения и казни Бруно была его приверженность герметизму. Однако исследования документов показывают, что вопросы герметизма и магии занимали лишь незначительное место на процессе, к тому же философу удалось убедительно опровергнуть эти обвинения.
Что касается неортодоксальных космологических взглядов Бруно, то на венецианской части следствия речь о них зашла только на третьем допросе, когда Бруно представил суду краткое изложение своих философских воззрений:
Я провозглашаю существование бесчисленных отдельных миров, подобных миру этой Земли. Вместе с Пифагором я считаю её светилом, подобным Луне, другим планетам, другим звёздам, число которых бесконечно. Все эти небесные тела составляют бесчисленные миры. Они образуют бесконечную Вселенную в бесконечном пространстве.
Однако космологические взгляды Бруно широко обсуждались на римской стадии трибунала. Так, на двенадцатом, четырнадцатом и семнадцатом допросах Бруно был допрошен о существовании других миров, причём на требование отречься от своих взглядов он ответил отказом. То же самое касалось и его письменных ответов на замечания трибунала. Защита учения о множественности миров содержится также в доносах на Бруно со стороны Мочениго (который и предал философа в руки инквизиции) и соседей по камере. О том, какое раздражение это учение вызывало у церковных кругов, видно также из письма близкого к трибуналу иезуита Каспара Шоппе (очевидца казни философа), который причислил учение о множественности миров к «бессмысленным и чудовищным» вещам, наряду с сугубо религиозными взглядами Ноланца. Учение о множественности населённых миров находилось в противоречии с догматами христианства. Так, иезуит Аннибале Фантоли пишет:
В самом деле, если бы существовало бесчисленное множество миров, в таком случае, как следовало бы истолковывать христианское учение об искупительной жертве Спасителя, свершившейся единожды и для всех?
Более того, несмотря на отсутствие формального запрета гелиоцентризма, суд интересовала и позиция Бруно по вопросу о движении Земли. Инквизиторы отмечали противоречие этой концепции некоторым местам из Священного Писания:
На текст священного писания: «Земля же стоит вечно», и в другом месте: «Восходит солнце, и заходит солнце», — [Бруно] отвечал, что здесь подразумевается не пространственное движение или стояние, а рождение и уничтожение, то есть земля всегда пребывает, не становится ни новой, ни старой.— «Что же касается солнца, то скажу, что оно не восходит и не заходит, а нам кажется, что оно восходит и заходит, ибо Земля вращается вокруг своего центра; и считают, что оно восходит и заходит, ибо солнце совершает воображаемый путь по небосводу в сопровождении всех звезд». И на возражение, что это его положение противоречит авторитету святых отцов, отвечал, — что это противоречит их авторитету не постольку, поскольку они являются благими и святыми примерами, а постольку, поскольку они в меньшей степени были практическими философами и были менее внимательны к явлениям природы.
Те же самые цитаты из Священного Писания впоследствии были использованы и в ходе процесса над Галилеем; ответы Бруно выдержаны в том же тоне, что и ответы Галилея.
На основании этих соображений и светские, и католические историки делают вывод, что космологические представления Бруно сыграли определённую роль в его осуждении. Согласно реконструкции итальянского историка Луиджи Фирпо, одно из восьми еретических положений Бруно заключалось в том, что он «утверждал существование множества миров и их вечность». По мнению этого автора, вопрос о движении Земли вряд ли был включён в число этих положений, однако его могли ввести в расширенную версию обвинения. Более того, в религиозных вопросах Бруно был готов пойти на компромисс со следствием, отрекшись от всех своих антихристианских и антиклерикальных высказываний, и только в космологических и натурфилософских вопросах он оставался непреклонным. Когда Кеплеру предложили занять кафедру математики и астрономии в Падуанском университете, он отказался, представив следующую мотивировку:
Я родился в Германии и привык везде и всегда говорить правду, а потому не желаю взойти на костёр подобно Джордано Бруно.
По мнению автора одного из наиболее серьёзных исследований процесса над Бруно Морица Финоккьяро, если суд над Галилеем представляет конфликт между наукой и религией, то про суд над Бруно можно сказать, что он представляет конфликт между философией и религией. Важность космологических вопросов в осуждении Бруно подчёркивает и исследователь философии и космологии позднего Возрождения и раннего Нового времени Мигель Гранада:
Мы можем даже сказать, что бесконечность физической Вселенной… стоила ему жизни, поскольку, как мы можем установить из дошедшей до нас документации, эта теория была важным пунктом — в действительности, центральным пунктом — на финальной стадии его процесса и в его приговоре.

## Историческое место космологии Бруно

### Роль космологии Бруно в генезисе науки Нового времени
Важнейшей заслугой Джордано Бруно является его концепция бесконечной и безграничной Вселенной, где повсюду действуют одни и те же законы природы. Так, выдающийся историк философии Артур Лавджой пишет:
Джордано Бруно — вот кого с полным правом следует рассматривать как главного глашатая учения о децентрализованной, бесконечной и повсеместно населённой Вселенной; ибо он не только проповедовал его по всей Западной Европе с пылом евангелиста, но и первым изложил его в той форме, в которой оно получило своё распространение в людских умах.
Новые представления о пространстве, введённые в научный обиход итальянским мыслителем, сыграли большую роль в крушении механики Аристотеля с её идеей естественных мест и естественных и насильственных движений: в бесконечной однородной Вселенной все точки в принципе равноправны. Тем самым расчищалась и дорога для классической механики. Как пишет Александр Койре,
Концепция физической, или, точнее, механической системы… была выработана Джордано Бруно… Взглядом гения Бруно разглядел, что для новой астрономии необходимо напрямую отказаться от концепции замкнутого и конечного мира. Это включает в себя отказ от понятий «естественных» мест и движений, как противоположных неестественным, насильственным. В бесконечной Вселенной Бруно… все «места» совершенно эквивалентны, и поэтому совершенно естественны для всех тел.

Как указывает Койре, произведённый Бруно анализ падения тел на движущейся (не только вращательно, но и поступательно) Земле подготовил почву для выдвижения принципа инерции Галилео Галилеем. При этом одна из основных черт космологии Бруно,— бесконечность и однородность пространства,— позволила также преодолеть и некоторую ограниченность принципа инерции в формулировке Галилея, применявшего его только к круговому, но не прямолинейному движению. По мнению историка науки Б. Г. Кузнецова,

Натурфилософия XVI в. (в отчетливой и резкой форме — в лице Бруно) порвала со статической гармонией бытия… Такой разрыв с перипатетической традицией был одной из предпосылок перехода от Галилеевой криволинейной космической инерции (у Галилея планеты движутся вокруг Солнца по круговым орбитам не под влиянием тяготения, а по инерции) к прямолинейному инерционному движению Декарта. Если тело движется по прямой, то оно может бесконечно удаляться от начала своего пути или от положения, в котором мы его наблюдаем.

Роль Бруно в подготовке научной революции XVII века подчёркивали также известные философы М. Шлик, В. Н. Катасонов, П. П. Гайденко.

### Космология Бруно в оценке современников
Именно с Бруно ассоциировали космологию бесконечной Вселенной и мнение о тождестве природы Солнца и звёзд учёные конца XVI — начала XVII веков, независимо от того, соглашались они с этими идеями или нет. В их числе, например, Иоганн Кеплер. Идея о бесконечности и гомогенности Вселенной, ужасающая великого немецкого астронома, связывается с именем Бруно в сочинении Кеплера О новой звезде в созвездии Змееносца. Имя Джордано Бруно несколько раз появляется на страницах кеплеровского очерка Разговор со звёздным вестником. Кеплер признается, что когда он услышал об открытии Галилеем четырёх «новых планет», он подумал, что речь о планетах, обращающихся вокруг других звёзд, как предполагал Бруно; позднее он с облегчением узнал, что на самом деле Галилей открыл всего лишь спутники Юпитера. Отрицая бесконечность и гомогенность Вселенной, Кеплер разделял, однако, мнение об одушевленности космических тел, включая Землю.
Распространение идей о бесконечности и однородности Вселенной и множественности миров в британских научных кругах (к которым относились, в частности, Николас Хилл, Уильям Гильберт и Томас Хэрриот) также связывается с именем Джордано Бруно. Друг Хэрриотта, астроном Уильям Лоуэр суммирует взгляды Бруно следующим образом:

Ноланец утверждает, что в какую бы часть Вселенной не был помещён глаз, окружающее будет выглядеть так, как вокруг нас здесь.

Как отмечает специалист в области ренессансной науки Хилари Гатти,

Именно штудирование О безмерном и неисчислимых Бруно подготовило Хэрриота и его соратников так быстро и с таким энтузиазмом отозваться на открытия Галилея и даже, как было показано, предвосхитить некоторые из них.

Значительное влияние Бруно оказал на Уильяма Гильберта. Гильберт неоднократно описывал в своих книгах космологические взгляды Бруно, включая его представления об устройстве Солнечной системы, своеобразную «небесную механику» Ноланца; есть основания полагать, что идею бесконечности Вселенной Гильберт также заимствовал у Бруно.
Многие исследователи отмечали параллели между взглядами Бруно и Галилео Галилея. Это относится, в частности, к рассмотрению вопроса о влиянии вращения Земли на движение тел на её поверхности, весьма сходном у обоих мыслителей (хотя Галилей и пошёл гораздо дальше своего предшественника), к мнению Галилея о сходстве природы Солнца и звёзд, и т. д. Возможно, некоторые идеи галилеевского Диалога о двух главнейших системах мира первоначально были заимствованы из Пира на пепле, хотя Галилей ни разу не ссылался на Бруно в своих работах, заслужив за это упрёки со стороны Кеплера; возможно, Галилей просто опасался признаться в том, что он знаком с трудами Бруно: все произведения Бруно были запрещены инквизицией в 1603 году.
Идея Бруно о тождественности природы Солнца и звёзд легла в основу оценок расстояний до звёзд, произведённых в XVIII—XIX вв. Х. Гюйгенсом, Дж. Грегори, И. Ньютоном, Ж.-Ф. Шезо, У. Гершелем и другими учёными.
Вместе с тем, представление Бруно об одушевлённости материи резко противоречило духу науки Нового времени, в основу которой её творцы Галилей и Декарт положили механистическое мировоззрение. Это обстоятельство, а также слабое владение Бруно математическим аппаратом астрономии и тесная связь его космологии с его неортодоксальными религиозными взглядами препятствовали адекватной оценке вклада итальянского философа деятелями научной революции XVII века.

### Оценки современных авторов: наука или магия?
В XIX веке философия Джордано Бруно рассматривалась преимущественно в контексте истории науки: в историографии астрономии Бруно занимал промежуточное место между Коперником и Галилеем. Эта же тенденция в значительной мере продолжалась и в XX веке, особенно в трудах советских авторов.
Вместе с тем, в начале XX столетия возникла и противоположная тенденция: Бруно стали рассматривать в контексте истории мистики и даже оккультизма, представленных в Эпоху Возрождения герметизмом. Так, в 1913 году ученица Блаватской Анни Безант опубликовала брошюру с характерным названием Джордано Бруно — апостол теософии XVI века. Впоследствии примерно такую же точку зрения высказал выдающийся немецкий филолог и историк науки Леонардо Ольшки, по мнению которого, Бруно рассматривал Вселенную в терминах магии и герметизма. Эти взгляды не получили большого распространения вплоть до 1964 года, когда выдающаяся английская исследовательница ренессансной магии Фрэнсис Йейтс опубликовала свою ставшую знаменитой книгу Джордано Бруно и герметическая традиция. По мнению Йейтс, Бруно рассматривал гелиоцентрическую систему не как научную теорию, а как необходимый компонент новой религии: «Для Бруно схема Коперника — это иероглиф, герметическая печать, которая скрывает могущественные божественные тайны и в секрет которой он проник». Главной целью этой религии было воссоединение человека с Богом посредством понимания и подчинения сил природы, которые доступны магическим воздействиям со стороны тех немногих избранных, которые постигли мудрость Древнего Египта. Важной частью «тезиса Йейтс» стало отрицание логической связи между ноланской космологией бесконечной Вселенной и гелиоцентрической астрономией, а также утверждение, что благодаря Бруно гелиоцентризм стал органической частью герметической традиции.
Эта точка зрения получила большое распространение в англоязычной литературе. Так, авторы английского перевода Пира на пепле Л. С. Лернер и Э. А. Госселин интерпретировали многочисленные ошибки Бруно в изложении гелиоцентрической системы как указание на то, что он рассматривал её не как физическую или космологическую теорию, а как метафору споров о евхаристии между протестантами и католиками; целью этого диалога, по их мнению, является вовсе не пропаганда гелиоцентризма и не развитие космологии, а примирение католиков и протестантов. В России «герметическое» прочтение Бруно горячо приветствуется деятелями, представляющими Русскую православную церковь, а также некоторыми философами.
Серьёзная заинтересованность Бруно в некоторых мистических и магических концепциях в настоящее время мало кем отрицается. Вместе с тем, мнение о преимущественно оккультном или метафорическом характере космологии Бруно разделяют далеко не все исследователи. Критики «тезиса Йейтс» указывают, что космология Бруно имеет мало общего с космологией герметизма: Ноланец считал Вселенную бесконечной и безграничной, где повсюду действуют одни и те же законы, в то время как в герметизме предполагалось пространственное деление мира на две области — материальную и духовную. Задачей мага при этом считалось «сломать» с помощью оккультных практик эту пространственную перегородку и выйти за пределы материального, в то время как во Вселенной Бруно никаких перегородок нет вообще; Бруно прямо критикует мистика Палингения (Пьера-Анджело Мандзолли) именно за то, что, предположив бесконечность Вселенной, тот отвёл внешнюю часть мира для сверхъестественных сил.
Указывается далее, что нет оснований отрицать, что Бруно рассматривал гелиоцентрическую систему как научную теорию: он обосновывал её с помощью физических рассуждений, нередко находящихся на переднем крае науки конца XVI века, использовал для объяснения наблюдаемых астрономических явлений (его неумелость в этом деле не была исключительно его чертой: мало кого из философов того времени можно назвать знатоком математической астрономии). Неверным также оказывается отрицание Йейтс логической связи между космологией бесконечной Вселенной и гелиоцентрической астрономией: именно благодаря системе Коперника, по мнению Бруно, в астрономии исчезла надобность во внешней оболочке мира — сфере неподвижных звёзд; действительно, если суточное вращение неба и предварение равноденствий являются отражением движения Земли, то исчезает предпосылка считать звёзды находящимися на одной сфере. При этом не отрицается, что ещё большую роль в обосновании пространственной бесконечности Вселенной и множественности миров у Бруно сыграли метафизические (в том числе теологические) предпосылки (принцип отсутствия достаточного основания, принцип полноты, принцип тождества возможного и действительного); однако они были воплощены у него в форму постулатов, из которых логически последовательным путём выводятся космологические следствия.
Утверждение об органической связи ренессансного гелиоцентризма с герметической традицией фактически неверно, так как, вопреки Йейтс, практически никто из герметистов не принял гелиоцентрическую систему мира, оставаясь в рамках геоцентризма. В их числе, например, Джон Ди (которого ранее относили к числу коперниканцев по недоразумению), Роберт Флудд и др. В отдельных случаях герметистами допускалось только вращение Земли вокруг оси, как это было у Франческо Патрици. Наконец, независимо от того, принимали ли учёные-современники Бруно его космологию, они понимали её именно как физическое, а не религиозное или мистическое учение (это относится, например, к Кеплеру).
Нельзя отрицать, однако, что Бруно вкладывал в свою космологию бесконечной Вселенной не только научное, но и религиозное содержание; фактически, она послужила одной из основ для создания итальянским мыслителем новой теологической доктрины. Известный историк науки В. П. Визгин назвал Джордано Бруно «„двойной звездой“, светящей и в будущее науки, и в её далёкое прошлое». Неразрывная связь космологии Бруно с теологией, метафизикой, эстетикой, этикой, гносеологией, а также своеобразный стиль его произведений (постоянное использование метафор, символов, многие из которых, действительно, заимствованы из герметической литературы) серьёзно затрудняют её интерпретацию.
Тем не менее, многие историки полагают, что учение Бруно с его сильными натурфилософскими и космологическими компонентами следует поместить в контекст развития не магии, а ренессансной философии или науки. По мнению современного историка науки Стефана Шнайдера, интерпретация учения Бруно, согласно Йейтс, в настоящее время представляет лишь исторический интерес.

### Космология Бруно в свете современной науки
Хотя с исторической точки зрения космологию Бруно необходимо рассматривать в контексте философских, научных и религиозных споров конца XVI — начала XVII вв., в популярной литературе она часто сопоставляется с научной космологией современности. При этом выясняется, что нарисованная Бруно картина во многих отношениях напоминает современную картину Вселенной. Ещё в XVII веке наука отказалась от догмы о существовании границы мира. Учёные XVIII—XIX веков обнаружили, что бесконечность и однородность Вселенной приводит к фотометрическому и гравитационному парадоксам, однако они были разрешены в релятивистской космологии. Утверждение Бруно об отсутствии центра и равноправии всех мест Вселенной близко к современным формулировкам космологического принципа. Современные, основанные на неевклидовой геометрии космологические модели считают возможным, что Вселенная, будучи безграничной, является тем не менее конечной (возможность чего в математике XVI века была немыслима); выбор между космологическими моделями с конечным и бесконечным пространством является делом будущего; однако, согласно современным инфляционным моделям Вселенной, она является бесконечной.
Тождественность физической природы Солнца и звёзд была установлена в XIX веке благодаря измерению годичных параллаксов звёзд и изучению их химического состава с помощью спектроскопии. Открытие первых планет у других звёзд состоялось только в 1995 году.
В современную космологию прочно вошло представление о существовании других миров, предсказываемых хаотической теорией инфляции и теорией струн. Хотя законы природы в разных областях этой Мультивселенной должны отличаться, все эти миры, как предполагается, описывает единая физическая теория — М-теория. Другие миры, составляющие Мультивселенную, не наблюдаемы из нашего мира, так что они скорее похожи на миры в космологии Демокрита, чем в космологии Бруно.
Вопреки мнению Бруно, Вселенная в целом, согласно современной теории Большого Взрыва, находится в состоянии эволюции. Бесконечности Вселенной не противоречит факт её расширения: бесконечность может увеличиваться!
Существование жизни на других планетах к настоящему времени не подтверждено, а существование разумной жизни ставится под сильное сомнение парадоксом Ферми.
Один из основных постулатов Бруно, — о всеобщей одушевлённости материи, — так же далёк от современной науки, как и от науки XVII века.

## Комментарии
1. ↑  Краткую биографическую справку см., например, в статье Чанышев 2003.
2. ↑  По мнению Койре (2001, с. 10&14), Николай Кузанский подразумевал, что центр Вселенной плохо определён и постоянно перемещается в пространстве.
3. ↑  О влиянии герметической литературы на Брадвардина см. работу Grant 1969.
4. ↑  Эта блестящая догадка Бруно подтвердилась с открытием законов Кеплера.
5. ↑  Капра Ф. Наука Леонардо. Мир глазами великого гения. — М.: София, 2011. — стр. 26.
6. ↑  Barker P. Stoic alternatives to Aristotelian cosmology: Pena, Rothmann and Brahe. — Revue d'histoire des sciences, 2008/2 - Tome 61, p. 283.
7. ↑  «Земля для Кеплера была таким же живым существом, как человек. Подобно тому, как у живых существ есть волосы, у Земли имеются трава и деревья; её „чешуйками“ служат цикады; живые существа испускают мочу — у Земли есть горные источники; экскрементам соответствуют пепел и другие продукты вулканических извержений; крови и поту отвечают металлы и дождевая вода; пищей Земли служит морская вода. Как живое существо, Земля обладает и душой („anima terrae“), свойства которой во многом считались аналогичными свойствам человеческой души» (В. Паули, Влияние архетипических представлений на формирование естественнонаучных теорий у Кеплера, раздел 5.)
8. ↑  «При всей фантастичности этих воззрений нельзя забывать, что в эпоху, когда ещё только начинала складываться небесная механика, с одной стороны, а философы стремились найти источник самодвижения планет и тем более звёзд, не прибегая к помощи божественного всемогущества, с другой, обращение к их неким внутренним духовным движущим началам было необходимой формой динамического объяснения космических явлений» (Соколов 1984, с. 166).
9. ↑  Такой запрет появился только через 16 лет после казни Джордано Бруно.
10. ↑  «Так как у Католической церкви не существовало точного догматического определения воззрений на движение Земли и неподвижность Солнца, они не могли считаться ересью в строго богословском смысле. В своей защитной речи Бруно настаивал именно на этом. Тем не менее богословы признали эти воззрения противоречащими Священному Писанию и учению Отцов Церкви; они считались ересью в более широком, „инквизиторском“ смысле. Следовательно, от Бруно (а впоследствии Галилея) требовалось отречение» (Фантоли 1999, с. 45).
11. ↑  Русский перевод опубликован в 2000 году.
12. ↑  Например, А. В. Кураев и В. Р. Легойда.
13. ↑  См. работы McMullin 1987, Westman 1977, 2011, Gatti 1999, 1999a, Ордине 2008, а также обзоры в статьях Gatti 2001, 2002a, b.